# Близнюк Анатолій Михайлович
Близнюк Анатолій Михайлович (24 листопада 1948, м. Краматорськ Донецької області) — український політик. З 12 грудня 2012 року народний депутат України, член депутатської фракції Партії регіонів у Верховній Раді України 7 скликання, член Комітету Верховної Ради України з питань державного будівництва та місцевого самоврядування.

## Освіта
- Краматорський індустріальний інститут (1988), за спеціальністю машини та технологія ливарного виробництва, інженер-механік.
- Донецький державний університет економіки і торгівлі (2000), за спеціальністю економіка підприємства, магістр з економіки і підприємництва.

Кандидат наук з державного управління, 2003.

## Трудова біографія
- 07.1966-06.1967 помічник машиніста турбіни Краматорського металургійного заводу ім. Куйбишева, Донецька область.
- 06.1967-01.1970 служба у лавах Збройних Сил.
- 02.1970-10.1981 підручний газівника, газівник, майстер газового господарства, старший майстер виробничої дільниці доменного цеху Краматорського металургійного заводу ім. Куйбишева, Донецька область.
- 10.1981-09.1984 заступник голови профкому Краматорського металургійного заводу ім. Куйбишева, Донецька область.
- 09.1984-02.1988 заступник директора з комерційно-фінансових питань Краматорського металургійного заводу ім. Куйбишева, Донецька область.
- 02.1988-05.1990 перший заступник директора Краматорського металургійного заводу ім. Куйбишева, Донецька область.
- 05.1990-12.1990 перший заступник голови Краматорського міськвиконкому, Донецька область.
- 12.1990-07.1994 заступник голови Краматорського міськвиконкому, Донецька область.
- 08.1994-11.1994 директор по заготівельно-металургійному виробництву спільного підприємства «Фістаг-Вікторія», м. Краматорськ, Донецька область.
- 11.1994-05.1996 голова правління відкритого акціонерного товариства «Краматорський металургійний завод ім. Куйбишева», Донецька область.
- 05.1996-06.1997 перший заступник голови Краматорської міської ради, Донецька область.
- 06.1997-10.1997 заступник голови Донецької обласної державної адміністрації[2][3].
- 10.1997-11.2002 перший заступник голови Донецької обласної державної адміністрації[4].
- 23 листопада 2002[5] — 21 січня 2005[6] голова Донецької обласної державної адміністрації
- 02.2005-05.2005 голова постійної комісії з питань економічної політики, бюджету та фінансів Донецької обласної ради
- 05.2005-04.2006 заступник голови Донецької обласної ради
- 26 квітня 2006 — 15 квітня 2010 голова Донецької обласної ради
- 18 березня 2010[7] — 12 липня 2011[8] голова Донецької обласної державної адміністрації
- з 12 липня 2011 — Міністр регіонального розвитку, будівництва та житлово-комунального господарства України[9]

## Особисте життя
Одружений. Разом з дружиною Лілією Андріївною виховав двох синів — Сергія та Олексія.
Полюбляє виїжджати на природу з друзями та дружиною і готувати шашлики. У музиці перевагу віддає творчості В. Висоцького.

## Нагороди
- Орден «За заслуги» I ст. (30 листопада 2013) — за значний особистий внесок у соціально-економічний, науково-технічний, культурно-освітній розвиток Української держави, вагомі трудові досягнення, багаторічну сумлінну працю[10]
- Орден «За заслуги» II ст. (19 листопада 2008) — за вагомий особистий внесок у соціально-економічний та культурний розвиток Донецької області, багаторічну сумлінну працю[11]
- Орден «За заслуги» III ст. (20 листопада 2003) — за значний особистий внесок у державне будівництво, соціально-економічний розвиток Донецького регіону[12]
- Заслужений працівник промисловості України (27 квітня 2001) — за значний особистий внесок у реалізацію Програми соціально-економічного розвитку Донецької області на 1998—2000 роки, багаторічну плідну працю[13]
- Почесна грамота Кабінету Міністрів України (2000)
- Почесна грамота Центральної виборчої комісії (2006)
- Відзнака Головдержслужби України — нагрудний знак «Державна служба України „За сумлінну працю“» (2007)

### Публікації Близнюка А. М.
- Близнюк А. М. Вугільна промисловість Донецької області: інноваційна стратегія розвитку / А. М. Близнюк, Н. Й. Коніщева // Меркурий. — 2005. — № 5. — С. 59.
- Близнюк А. М. «Выстраивать стратегию развития региона на принципах здравого смысла»: [Интервью с А. М. Близнюком / Записала Н. Александрова] // Меркурий. — 2003. — № 3. — С. 4-6.
- Близнюк А. М. «Зеленый туризм — это дело выгодное, это дело правильное» / А. М. Близнюк // Налоговый курьер. — 2003. — № 28. — С. 4.
- Близнюк А. [Из выступления в рамках презентации Донецкой обл. в Европарламенте] / А. Близнюк // Всё. — 2003. — № 1. — С. 20-21.
- Близнюк А. Ищите кубик Рубика: [Интервью с А. Близнюком / Записала О. Шепитько] // Донбасс-Инвест. — 2004. — Авг. — С. 4-9; Ваш компаньон. — 2003. — № 8. — С. 14-15.
- Близнюк А. Концептуальні напрямки розробки стратегії формування індустрії переробки та утилізації відходів в екокризових промислових регіонах / А. Близнюк // Економіст. — 2001. — № 12. — С. 16-23.
- Близнюк А. М. Координація дій на обласному рівні місцевих органів виконавчої влади, органів місцевого самоврядування у сфері туризму та суб'єктів підприємництва / А. М. Близнюк, Н. Й. Коніщева, Л. І. Давиденко // Вісн. Донец. ін-ту туризму. — 2005. — № 9. — С. 8-15.
- Близнюк А. М. Методичні підходи до обґрунтування структури регіонального технопарку / А. М. Близнюк // Тези доп. всеукр. наук.-практ. конф.: «Теорія та практика управління у трансформаційний період». — Т. 2: Проблеми регіонального управління. — Донецьк: ІЕП НАН України, 2001. — С. 58-62.
- Близнюк А. М. «Ми — українці. Поважаймо один одного!»: [Інтерв'ю з А. М. Близнюком / Записав І. Зоц] // Налоговый курьер. — 2003. — № 9/10. — С. 2-3.
- Близнюк А. М. Науково-методичні засади створення технопарку з ресурсозбереження та переробки відходів в Донецькій області / А. М. Близнюк // Схід. — 2001. — № 3. — С. 3-9.
- Близнюк А. Наша задача — улучшить жизнь людей / А. Близнюк // Всё. — 2003. — № 6. — С. 57.
- Близнюк А. М. Новые технологии — залог безопасности труда на предприятиях угольной отрасли / А. М. Близнюк // Меркурий. — 2004. — № 11. — С. 7-8.
- Близнюк А. М. О стратегических перспективах международного сотрудничества и развития межгосударственных отношений Украины / А. М. * * Близнюк // Старопромислові регіони Західної і Східної Європи в умовах інтеграції: Зб. наук. пр. — Донецьк, 2003. — С. 6-14.
- Близнюк А. М. Приоритеты развития Донецького региона: [Интервью с А. М. Близнюком / Записала Н. Степаненко] // Меркурий. — 2002. — № 12. — С. 6-9.
- Близнюк А. М. 58 минут прямого эфира: [Интервью с А. М. Близнюком / Записал И. Супруненко] // Ваш компаньон. — 2003. — № 7. — С. 16.
- Близнюк А. М. Региональные проблемы развития экономики Украины: (На примере Донец. обл.): (Моногр.) / А. М. Близнюк — Донецк: ДонГУЭТ, 2001. — 86 с.
- Близнюк А. М. Самодостаточные регионы объединяют страну / А. М. Близнюк // Меркурий. — 2004. — № 2. — С. 8-9.
- Близнюк А. М. Состояние и перспективы решения проблем в сфере обращения с отходами в Донецкой области / А. М. Близнюк // Матер. Донецкой обл. науч.-практ. конф. «Состояние выполнения „Программы использования отходов производства и потребления в Донецкой области на период до 2005 года“, нормативно-правовые, организационные, экономические и научно-технические аспекты ее реализации». — Донецк: Фирма «Друк-Инфо», 2001. — С. 3-9.
- Близнюк А. М. Стиль руководства — высокая требовательность: [Интервью с А. М. Близнюком / Записал С. Абуков] // Меркурий. — 2003. — № 7. — С. 9-10.
- Близнюк А. М. Стратегія формування індустрії переробки та утилізації відходів в екокризових промислових регіонах / А. М. Близнюк // Економіка промисловості. — 2001. — № 1. — С. 115—124.
- Близнюк А. М. Стратегія формування індустрії переробки та утилізації відходів в контексті інноваційної моделі економічного розвитку / * А. М. Близнюк, Н. Й. Коніщева // Проблемы сбора, переработки и утилизации отходов. — Одесса: Одес. центр науч.-техн. и экон. информ., 2001. — С. 16-20.
- Близнюк А. М. Формирование инфраструктуры управления индустрией переработки отходов (опыт Донец. и Днепропетровской областей) / А. М. Близнюк, Н. И. Конищева // Механізм регулювання економіки, економіка природокористування, економіка підприємства та організація виробництва. — Суми: Вид-во СумДУ, 2000. — Вип. 1. — С. 155-159.
- Близнюк А. М. Человеческий смысл политики: [Интервью с пред. Донец. обл. совета А. Близнюком / Записала Е. Гайдаренко] // Донбасс-Инвест. — 2006. — № 3. — С. 6-12.
- Близнюк А. М. Шляхи, що обирає Донеччина, — економічне та духовне відродження / А. М. Близнюк // Меркурий. — 2004. — № 8. — С. 4-5.
- Близнюк А. Экологическая безопасность Донбасса: реальность и перспективы / А. Близнюк // Всё. — 2004. — № 1/2. — С. 5-7.
- Близнюк А. «Экологическая устойчивость означает сохранение природного капитала…» / А. Близнюк // Рідна природа. — 2002. — № 1. — С. 15-17.
- Близнюк А. М. Экономика должна работать на человека: [Интервью с А. М. Близнюком / Записал А. Васильев] // Меркурий. — 2003. — № 11. — С. 5-6.
- Программа использования отходов производства и потребления в Донецкой области на период до 2005 года / А. И. Амоша, А. М. Близнюк, Т. В. Бородина; НАН Украины. Ин-т экономики пром-сти. — Донецк: ИЭП НАН Украины, 1999. — 121 с.: ил.
- Региональная система управления использования отходов: опыт и проблемы: Программа использования отходов пр-ва и потребления в Донец. обл. / А. И. Амоша, А. М. Близнюк, Т. В. Бородина и др.; Ин-т экономики пром-сти. — Донецк, ИЭП НАН Украины, 1999. — 112 с.: ил.

### Публікації про Близнюка А. М.
- Про призначення А. Близнюка головою Донецької обласної державної адміністрації: Указ Президента України, 23 листоп. 2002, № 1059 // Уряд. кур'єр. — 2002. — 26 листоп. (№ 220). — С. 4.
- Близнюк Анатолий Михайлович // Годы и люди Донетчины / Авт.-сост. В. И. Ляшко. — К.: Скарбниця: Изд. дом «Деловая Украина», 2001. — С. 146.
- Близнюк Анатолий Михайлович // Годы и люди Донетчины / Авт.-сост. В. И. Ляшко. — 2-е изд., доп. — К.: Изд-во Европ. ун-та, 2004. — С. 131.
- Близнюк Анатолий Михайлович // Кто есть кто в Донецке: Биогр. справ. — Донецк: Инерхоббиэкспо, 2005. — С. 47.
- Близнюк Анатолій Михайлович // Хто є хто в державному управлінні. — К.: Укр. вид. центр, 2002. — С. 48.
- Близнюк Анатолій Михайлович // Хто є хто в Україні. — К.: К. І. С., 2001. — С. 37.
- Близнюк Анатолій Михайлович // Хто є хто в Україні. — К.: К. І. С., 2004. — С. 65.
- Близнюк Анатолій Михайлович — губернатор Донецької області // Перший. Донеччина. — 2004. — № 6. — С. 2-3.
- Близнюк Анатолий Михайлович: [Фот.] // Деловая элита. — 2006. — [С. 14]. — (Спец. вып. журн. «Донбасс-Инвест»).
- Донбасс должен раскрыть свой потенциал // Донецк в лицах: Фотоальманах. — Донецк: Реклам. дом, 2004. — Кн. 1. — С. 16-17.
- Проценко М. Представлен новый губернатор [Донецкой области А. М. Близнюк] / М. Проценко // Меркурий. — 2002. — № 11. — С. 12.
- Шептуха В. В рыночной экономике не бывает пустоты: Коммент. к встрече с журналистами пред. Донец. облгосадминистрации А. М. Близнюка // Налоговый курьер. — 2004. — № 23. — С. 3.
- Шептуха В. Всё выше эффективность хозяйствования и это способствует выполнению социальных программ / В. Шептуха // Налоговый курьер. — 2004. — С. 4-5, 39-40.
- Шептуха В. Отчет Донетчины Президенту: [Крат. излож. беседы Президента Украины Л. Кучмы с пред. Донец. облгосадминистрации] // Налоговый курьер. — 2004. — № 6. — С. 4.
- Шептуха В. Позитивний імпульс / В. Шептуха // Налоговый курьер. — 2003. — № 27. — С. 3.
- Шептуха В. Прозрачность действий / В. Шептуха // Налоговый курьер. — 2003. — № 25/26. — С. 67.
- Шептуха В. Щоб краще людям жилося: [Інформ. день керівника області А. М. Близнюка] // Налоговый курьер. — 2004. — № 4. — С. 2.
- Шептуха В. Экономика становится все более эффективной / В. Шептуха // Налоговый курьер. — 2004. — № 16. — С. 2.
- Ястримская А. Рабочая поездка губернатора [А. М. Близнюка] в Славянск / А. Ястримская // Меркурий. — 2003. — № 4. — С. 5-6.

## Інтерв'ю, статті та виступи
- ЛІГАБізнесІнформ [Архівовано 1 грудня 2012 у WebCite] Близнюк: Льготная ипотека — нет предела совершенству / 24 травня 2012 року
- Коментарі: Анатолий Близнюк: Территориальная реформа границы областей не затронет / 10 травня 2012 року
- Інтерфакс-Україна [Архівовано 1 грудня 2012 у WebCite] Программа «дешевой» ипотеки заработает с 15 мая, ее участниками смогут стать не только очередники — Близнюк / 8 травня 2012 року
- Дело [Архівовано 1 грудня 2012 у WebCite] Финансирование льготной ипотеки в 2012 году вырастет вдвое — Анатолий Близнюк / 13 квітня 2012 року
- UBR [Архівовано 22 грудня 2012 у Wayback Machine.] ОСМД vs ЖЭК: Жилье украинцев «зависло» между небом и землей / 12 квітня 2012 року
- Комсомольська правда в Україні [Архівовано 1 грудня 2012 у WebCite] Анатолий Близнюк: «Люди, которые беспокоятся за энергоэффективность своих домов, будут поощряться» / 13 березня 2012 року
- Дзеркало тижня Анатолій Близнюк: «Адміністративно-територіальну реформу реалізовуватимемо методом батога і пряника» / 24 лютого 2012 року
- День [Архівовано 19 квітня 2013 у Archive.is] Анатолій БЛИЗНЮК: «Було би правильніше, щоб усі тарифи встановлювали не оглядаючись на політику» / 25 січня 2012 року
- УКРІНФОРМ Будівельна галузь відреагувала зростанням на загальне оздоровлення економіки — Мінрегіон / 4 січня 2012 року
- 3doma.ua [Архівовано 1 грудня 2012 у WebCite] Анатолий Близнюк: Строить можем в 3 раза больше, был бы спрос / 23 грудня 2011 року
- ForUm [Архівовано 30 листопада 2012 у Wayback Machine.] Близнюк: Мы должны сказать людям правду / 14 листопада 2011 року
- Building.ua 262 млрд грн. уже вложено в недострои Украины / 7 листопада 2011 року
- Дзеркало тижня Майбутнє ЖКГ — це нормальний рентабельний бізнес у сфері життєзабезпечення / 28 жовтня 2011 року
- Комсомольска правда в Україні Министр регионального развития Анатолий БЛИЗНЮК: «Чтобы пить чистую воду, за нее надо платить втрое дороже» / 20 жовтня 2011 року
- Україна комунальна [Архівовано 1 грудня 2012 у WebCite] Анатолій Близнюк: «Підвищувати треба не тариф, а обізнаність громадян!» / 14 жовтня 2011 року
- Дело [Архівовано 1 грудня 2012 у WebCite] Анатолий Близнюк: Был и остаюсь первым лоббистом развития регионов / 14 жовтня 2011 року
- Эксперт Молотки, унитазы и бабушки / 3 жовтня 2011 року
- Урядовий кур'єр [Архівовано 1 грудня 2012 у WebCite] Анатолій БЛИЗНЮК: «Розраховуй, заощаджуй, сплачуй» / 1 жовтня 2011 року
- Будівельна бухгалтерія [Архівовано 1 грудня 2012 у WebCite] Министр Анатолий Близнюк: «Мы реализуем реформы для людей» / 10 вересня 2011 року
- Сегодня [Архівовано 1 грудня 2012 у WebCite] Анатолий Близнюк: «Я против списания долгов. Почему один платит, а другой водку пьет?» / 6 вересня 2011 року
- Радіо Ера-FM Анатолій Близнюк, міністр регіонального розвитку, будівництва та ЖКГ: «Є державні будівельні норми, які зобов'язують забудовника, який здає житло в експлуатацію, щоб у кожній квартирі у кожного мешканця був лічильник» / 9 серпня 2011 року
- LB.ua [Архівовано 1 грудня 2012 у WebCite] Анатолий Близнюк: «Я не буду сравнивать Ахметова и Иванющенко» / 5 серпня 2011 року
- ЛІГАБізнесІнформ [Архівовано 1 грудня 2012 у WebCite] Министр ЖКХ Близнюк: Я буду лоббировать интересы ОСМД / 4 серпня 2011 року
- Дело [Архівовано 1 грудня 2012 у WebCite] Анатолий Близнюк: Мы должны заниматься державотворенням / 27 липня 2011 року
- Дело [Архівовано 1 грудня 2012 у WebCite] Анатолий Близнюк: Задачи, которые стоят перед министерством — масштабные / 27 липня 2011 року